# Látrány
Látrány é um município da Hungria, situado no condado de Somogy. Tem 22,31 km² de área e sua população em 2019 foi estimada em 1.342 habitantes.